# 保護者
日本で用いられる用語としての保護者（ほごしゃ）とは、特定の個人に対して、個別の法律に基づいて、保護を行う義務がある者をいう。
保護者は、各法律によって、親権を行う者（親権者: 父母、養親）および後見人（成年後見人および未成年後見人）とされることが多い。また、未成年者に関わる制度においては、このほかに、未成年者を現に監護する者も保護者とされることもある。未成年者を現に監護する者には、里親、児童福祉施設の長などが含まれる。
一般的に、未成年者や成年被後見人（家庭裁判所の審判により成年後見人を付された者）でなければ、法令に基づく保護者はいない。しかし、精神障害者と知的障害者については、原則として、親権を行う者、後見人、配偶者などが保護者とならなければならない（精神保健及び精神障害者福祉に関する法律第20条、第21条。知的障害者福祉法第15条の2第1項）。また、法令に基づく定義から逸脱するが、成年である大学生の親を指して保護者と表現することがある。
なお、保護される者一般を表す用語はないが、生活保護法（昭和25年法律第144号）に「被保護者」と「要保護者」、更生保護事業法（平成7年法律第86号）に「被保護者」という特別な用語が規定されている。

## 各法律による未成年者の保護者の定義
未成年者の保護者の定義は、個々の法律によって、例えば次のように定められている。
- 児童福祉法（昭和22年法律第164号）第6条全文
この法律で、保護者とは、親権を行う者、未成年後見人その他の者で、児童を現に監護する者をいう。
（児童福祉法で、児童とは、満18歳に満たない者をいう。児童福祉法第4条）
- 学校教育法（昭和22年法律第26号）第22条第1項文頭
保護者（子女に対して親権を行う者、親権を行う者のないときは、未成年後見人をいう。以下同じ）
- 少年法（昭和23年法律第168号）第2条第2項全文
この法律で「保護者」とは、少年に対して法律上監護教育の義務ある者及び少年を現に監護する者をいう。
（少年法で「少年」とは、20歳に満たない者をいう。少年法第2条第1項）
（なお「法律上監護教育の義務ある者」とは、親権を行う者（親権者）、未成年後見人、親権代行者、児童福祉施設の長などが該当するといわれている）

## 各法律による成年者に対する保護者の定義
- 精神保健福祉法第20条以下（平成26年4月施行の法改正により廃止）
  - 精神障害者については、その後見人又は保佐人、配偶者、親権者、又は民法上の扶養義務者が保護者となる。
  - 扶養義務者が保護者になるときは、家庭裁判所で選任の審判が必要である。
  - 保護者の義務として、精神障害者に治療を受けさせる義務（医療保護義務）と財産上の利益を保護する義務（財産上の義務）がある。精神障害者の家族からの要望等によって、従来規定されていた、精神障害者が自分自身を傷つけたり他人に害を及ぼしたりしないように監督する義務（自傷他害防止上の監督義務）は、1999年の法改正によって廃止されている。
  - 保護者は、医療保護義務に基づいて、精神科病院に入院して治療する必要があるにもかかわらず、患者本人の同意を得ることができない場合に、本人に替わって入院治療に同意する（医療保護入院参照）。
  - 身寄りがない者を保護する必要があるため、保護者が不明な場合や、職務を行えない場合には、市町村長が保護者となる。しかし、実際には、市町村長に保護者の就任要請をしても、就任の承諾手続に時間がかかったり、断られたりする場合すらある。このため、保護者であった者が死亡した場合や、応急入院など時間制限がある入院の場合に、問題になっている。